# Frank L. Culbertson, Jr.
Frank L. Culbertson, född 15 maj 1949 i Charleston, South Carolina, är en amerikansk astronaut uttagen i astronautgrupp 10 den 23 maj 1984.

## Rymdfärder
- STS-38
- STS-51
- STS-105
- Expedition 3
- STS-108[1]